# 1520

## Esdeveniments
- 7 de maig, Neubrandenburg: els ducs de Mecklenburg, els germans Albert VII i Enric V conclouen el contracte de Neubrandenburg, per a dividir de facto les seves competències territorials.
- 15 de juny: el papa Lleó X promulga la butlla Exsurge, mitjançant la qual excomunica el frare reformista alemany Martí Luter.[1]
- Batalla entre asteques i espanyols coneguda com la Nit Trista per la quantitat de baixes.
- Revolta de les Comunitats de Castella
- Bany de sang d'Estocolm per part de les tropes daneses.
- S'organitza la primera loteria estatal francesa.[2]

## Naixements
Països Catalans
- 29 de juny, València: Nicolau Factor, frare franciscà, pintor del Renaixement i beat valencià (m. 1583).[3]

Món
- 20 de maig, Anvers (Flandes, actual Bèlgica): Abraham Ortelius publica el primer atles modern: Theatrum Orbis Terrarum. (m. 1598).[4]
- Gant, Disset Províncies: Jordi d'Àustria bisbe de Brixen, arquebisbe de València i príncep-bisbe del principat de Lieja.
- Regne de Nàpols: Antonio Valente, organista.

## Necrològiques
- 6 d'abril, Urbino: Raffaello Sanzio, o simplement Rafael, pintor i arquitecte italià de l'alt renaixement. (n. 1483)[5]